# Tcharé
Tcharé est une ville du Togo.

## Géographie
Tcharé est situé à environ 51 km de Kara, dans la région de la Kara

## Vie économique
- Coopérative paysanne
- Marché au bétail

## Lieux publics
- École secondaire
- École primaire
- Bibliothèque publique